# Vagão ferroviário particular

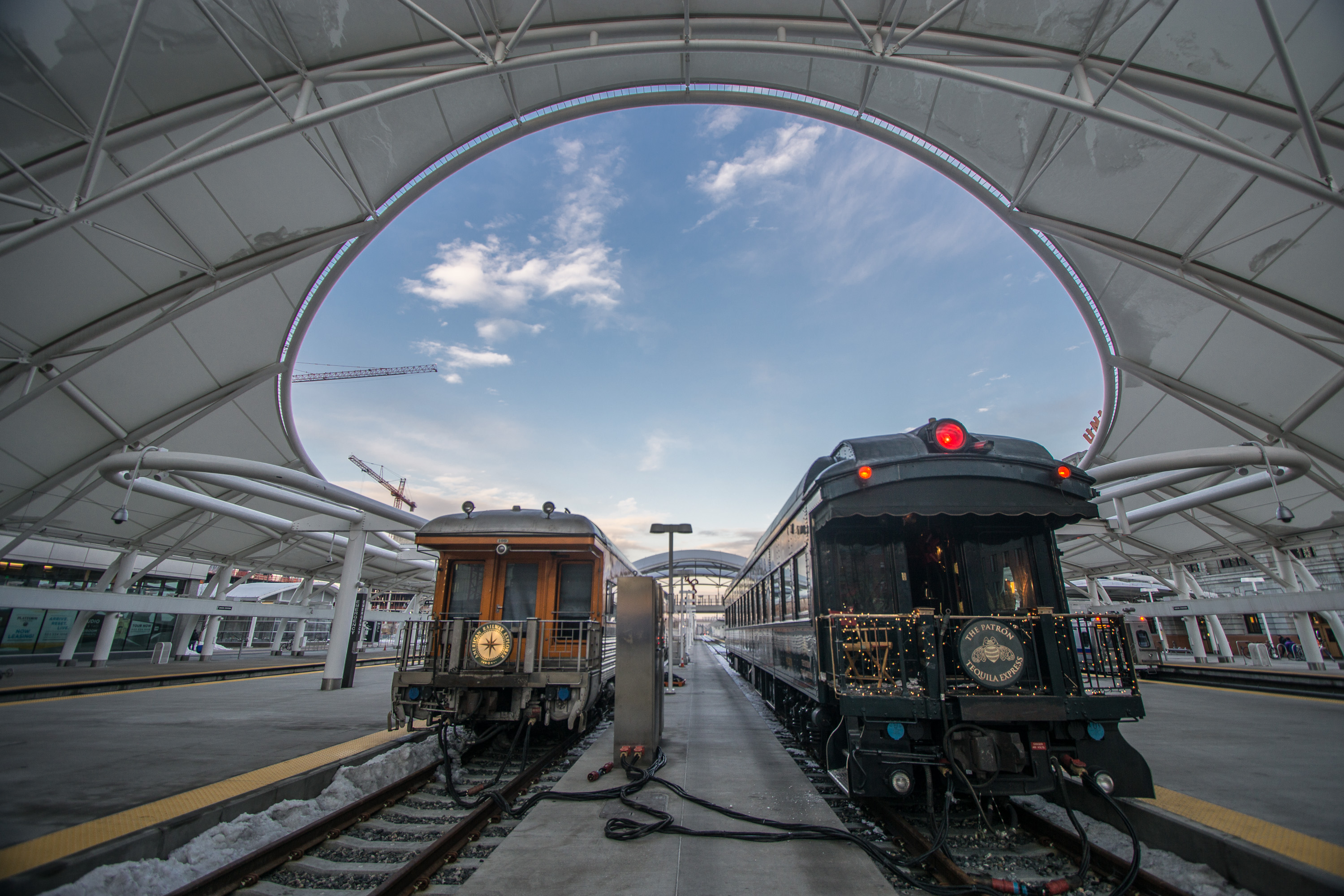
Dois vagões ferroviários particulares na Union Station de Denver, em dezembro de 2015

Um vagão ferroviário particular, carro ferroviário privado, carruagem privada ou verniz particular é um vagão ferroviário de passageiros originalmente construído ou posteriormente convertido para serviço como um vagão comercial para indivíduos particulares. Um vagão particular poderia ser adicionado à composição de um trem ou puxado por uma locomotiva particular, proporcionando privacidade para seus passageiros. Eles eram usados por empresários ferroviários e dignitários como vagões comerciais e pessoas ricas para viagens e entretenimento, especialmente nos Estados Unidos. Às vezes, eram usados por políticos em "campanhas de parada rápida". Carros de pagamento com instalações de dormir e jantar menos opulentas eram usados por um pagados e assistentes para transportar e desembolsar salários em dinheiro para empregados das ferrovias em locais remotos sem instalações bancárias.

## História

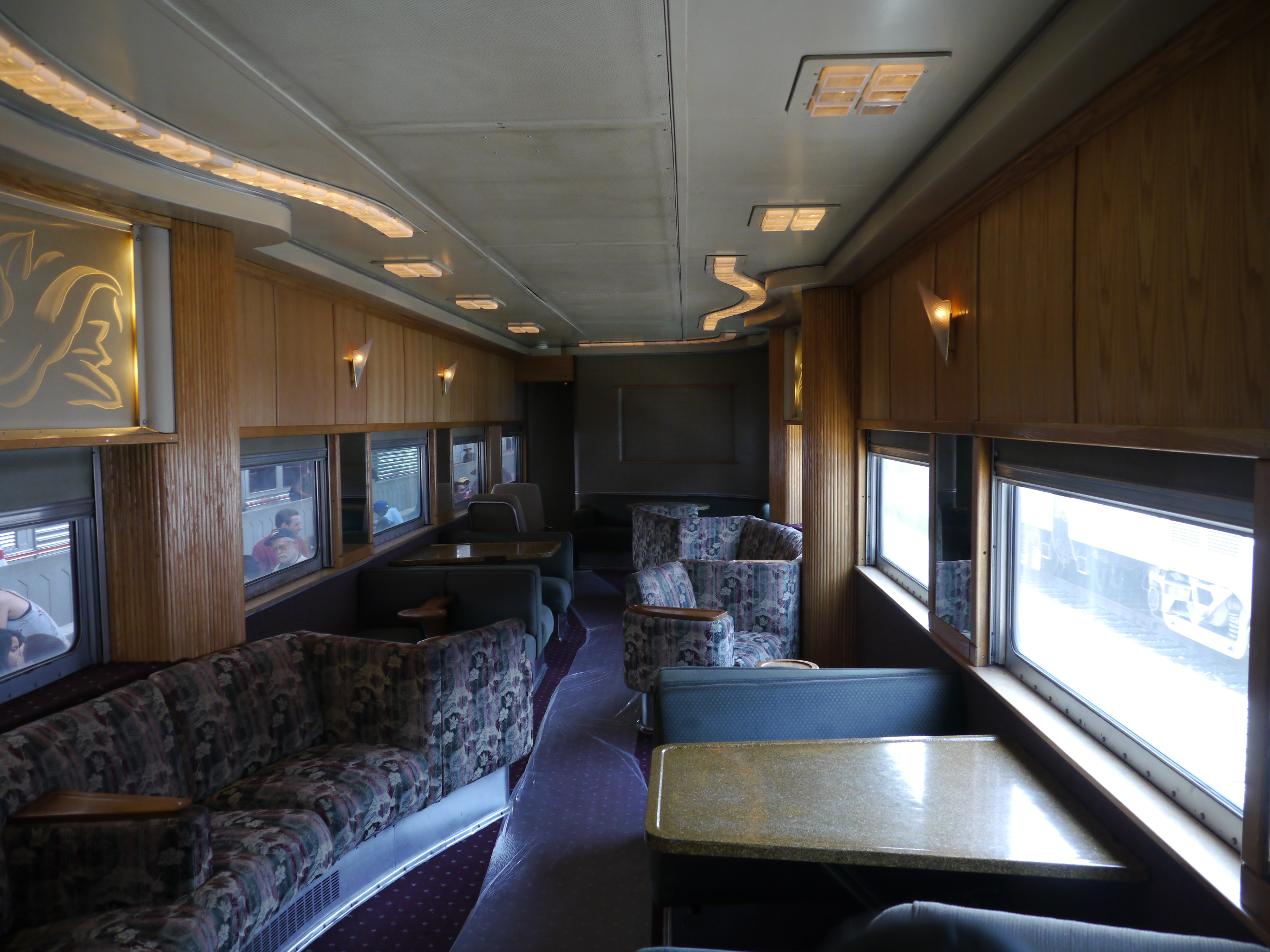
Interior de um vagão particular

No final do século XIX, na Gilded Age, pessoas ricas tinham carros particulares finamente equipados, feitos sob medida de acordo com suas especificações. Além disso, muitos vagões construídos pela Pullman, Budd e outras empresas que eram originalmente usados em serviços de transporte comum como carros de passageiros foram posteriormente convertidos para uso como vagões comerciais e particulares. Existem várias configurações, mas os vagões geralmente têm uma plataforma de observação, uma cozinha completa, sala de jantar, salas de aparato, sala de secretária, uma sala de observação e, frequentemente, aposentos de empregados.
Os barões das ferrovias, incluindo Leland Stanford, tinham seus carros particulares. Abraham Lincoln não gostava do vagão ferroviário ornamentado fornecido para seu serviço como presidente: ele andou nele apenas em seu caixão. Carros particulares eram mais comuns no auge do serviço ferroviário de passageiros e durante a era pré-Amtrak (antes de 1971). Em seu auge no início do século XX, estima-se que 2.000 carros particulares estavam em uso. Essas carruagens eram extremamente raras no Reino Unido, embora um exemplo notável tenha sido o salão do Duque de Sutherland, que é preservado no National Railway Museum em Iorque. No século XXI, alguns carros particulares sobreviveram às décadas e alguns são usados para passeios turísticos, locação para eventos privados, etc. Outros estão em exposição estática. Um pequeno número de carros particulares (junto com outros tipos de vagões de passageiros), foram atualizados para atender aos regulamentos atuais da Amtrak, e podem ser fretados por seus proprietários para viagens privadas anexadas aos trens da Amtrak.
Fãs de ferrovias dedicados resgataram alguns vagões envernizados particulares do sucateamento. O fretamento desses vagões anteriormente particulares se tornou uma atividade secundária na indústria de viagens de luxo, com sua própria revista de nicho Private Varnish, que encerrou sua publicação em 2019. Os regulamentos da Amtrak exigem energia elétrica na extremidade principal e fiação de controle do trem, embora alguns vagões gerem sua própria energia e também possam circular em linhas de carga. A maioria dos vagões particulares restaurados foi reconstruída com especificações mais recentes.
No século XXI, os vagões particulares são muito raramente usados em qualquer lugar do mundo, embora em alguns países um vagão desse tipo possa ser fretado para férias, reuniões de negócios ou outras ocasiões que necessitem da privacidade de um vagão dedicado. Como a capacidade do transporte ferroviário é grande, são necessárias operações especiais para incluir um vagão particular em um trem público. Uma automotora pode ser mais adequada para esse tipo de luxo, mas os horários das operações normais limitam a acessibilidade de locais ao longo dos trilhos. A Amtrak tem regulamentações cada vez mais rigorosas sobre permitir carros particulares em seus trens e reserva-se o direito de recusar qualquer movimento.

## Outros exemplos específicos

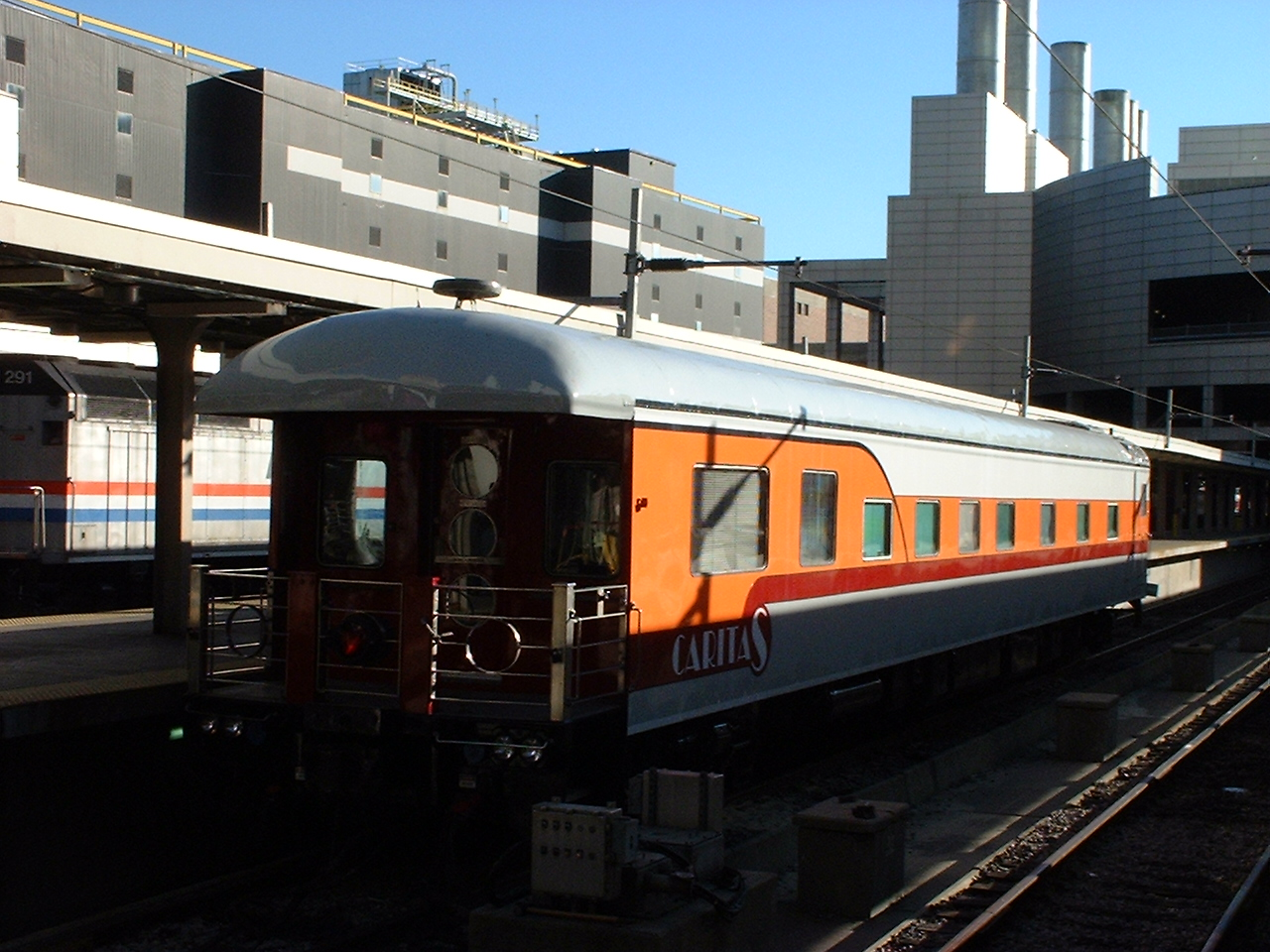
Vagão particular Caritas na South Station de Boston em 2001

Lucius Beebe e seu parceiro de vida Charles Clegg possuíam dois vagões ferroviários particulares, o Gold Coast e o Virginia City. O livro de Beebe Mansions on Rails: The Folklore of the Private Railway Car (Berkeley (Califórnia): Howell-North, 1959) apresentou a primeira história do vagão ferroviário privado dos Estados Unidos. O Gold Coast está agora na coleção do Museu Ferroviário Estadual da Califórnia. O Virginia City e o Redwood Empire estão disponíveis para fretamento privado.
The Survivor era um vagão ferroviário privado construído pela American Car and Foundry Company em 1926 para Jesse Woolworth, a herdeira da F.W. Woolworth. O vagão foi usado pela família Woolworth de 1926 a 1939, transportando a família para French Lick, Pinehurst, Greenbrier e Palm Beach. Diz-se que o vagão foi o carro de cortejo da sobrinha da Sra. Donahue, Barbara Hutton e Cary Grant. O atual proprietário Dante Stephensen comprou o vagão em 1982 e o restaurou progressivamente, renomeando-o The Survivor. Ele está sediado em Atlanta, Geórgia.

## Carros particulares

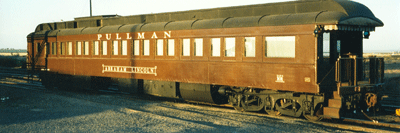
O Abraham Lincoln, um vagão executivo Pullman de peso pesado

- Abraham Lincoln
- Dover Harbor
- Ferdinand Magellan
- Georgia 300
- Patrón Tequila Express
- Roald Amundsen
- Wisconsin